# Малиша Атанацковић
Борисав - Малиша Атанацковић (1860 – Ужице, 19. мај 1919) је ужички угоститељ, трговац, уредник, одборник и председник општине, народни посланик Народне радикалне партије и индустријалац. Надимак "Малиша" добио је због ниског раста и касније је био познат под тим именом.

## Биографија
Рођен је 1860. године у селу Заглавак. Родитељи су му живели одвојено, мајка Јела (домаћица пореклом из Дуба) је живела са децом у Заглавку, а отац Трипко, колар из Кремана, живео је у Ужицу. После мајчине смрти 24.12.1871. доселио се код оца. Биографи Малише Атанацковића (Александар Кале Спасојевић, Младен Ст. Ђуричић, Миодраг Глушчевић) наводе да су га очеви пријатељи предали Јевту Петковићу да код њега, у централној кафани ужичких трговаца научи кафеџијско умеће и "стекне основне појмове о варошком животу и трговачким пословима и односима“. Осамдесетих година 19. века на иницијативу професора реалке, Добросава Ружића и његових колега, Малиша одлази на кројачко - ткачки занат у Београд код ткача Тилера где је научио и немачки језик и германски однос према послу. По повратку у Ужице отворио је кафану и ракиџиницу, а финансијску потпору су му дали тројица професора Ужичке реалке: Добросав Ружић, Настас Петровић и Љубомир-Љуба Давидовић. Био је народни посланик на листи Радикалне странке од 1897-1919. године. У истом периоду у неколико наврата био је председник општине ужичке и одборник исте општине, председник Окружне скупштине округа ужичког, председник Извозничког еснафа у Ужицу, председник Управног одбора трговачке банке у Ужицу (1908-1919), члан Трговачке коморе у Београду за округ ужички (1912-1919), члан неколико хуманитарних и просветних установа итд. Једно време био је уредник "Златибора", првих новина које су излазиле у Ужицу са прекидима од 1885. до 1900. године. Три индустријска објекта у Ужицу су била у његовом власништву: парни млин (1910), хидроцентрала на Ђетињи у кланцу "Грото" (1911) и електрични млин на Ракијској пијаци (1912). Политичко деловање Малише Атанацковића у Ужицу обележило је залагање за изградњу Ужичке реалке и оснивање Ткачке школе граду. Највећи политички противници су му били Милорад Мићић и Димитрије Туцовић. Први светски рата провео је у избеглиштву на Крфу, у Швајцарској и Француској. Био је члан делегације индустријалаца из Србије (1917) која је обишла индустријске центре у Енглеској. Отуда је понео много виђеног, намеран да то примени у Србији и у Ужицу. Само неколико месеци по повратку у земљу и у Ужице, због срчаних компликација, живот овог ужичанина се завршио.

### Породични живот
Имао је кућу на Ракијској пијаци (део Ужица), поред ње кафану, а наспрам куће први индустријски млин у Ужицу.
Прва жена му се звала Јелена Шундерић, датум венчања 16.01.1886. Са њом је имао ћерку Симку рођену 17.05.1887. године. Другом женом Драгом Марковић оженио се 09.02.1892. године и са њом је имао шест ћерки: Јелена, Косара, Милица, Надежда, Спасенија Цаца, Милена и два сина: Бранислав и Милош (близанац са Миленом).

## Предузетнички рад
1907. године изградио је електрични млин у клисури Грот, а хидроелектрану за покретањеу млина у периоду 1911-1913. године. Нови млин, на Ракијској пијаци, изграђен је 1912. године.
На Беглуку (део Ужица) је имао складиште робе и грађевинског материјала, 1912. године.
После кафеџије и трговца Томе Наумовића, Малиша је један од првих произвођача Клековаче у ужичком крају. У центру Ракијске пијаце 1912. Атанацковић је подигао две ваге: малу и велику која је могла да мери волујска кола натоварена житом.
Оснивач и утемељивач Ткачке радионице која је почела са радом 3.маја 1901. године. 
Црепана и циглана саграђена је 1913. године у Крчагову (део Ужица), а у њој је радило 15-20 радника.
Посебно се ангажовао на изградњи електричне централе на Ђетињи. Ужице је тако 1899. године добило електрично осветљење, а Ткачница струју, као прва фабрика у Србији која је применила хидро-електричну енергију за индустријски погон.